# Enneapterygius gruschkai
Enneapterygius gruschkai es una especie de pez de la familia Tripterygiidae en el orden de los Perciformes.

## Morfología
• Los machos pueden llegar alcanzar los 2,9 cm de longitud total.

## Hábitat
Es un pez de mar  y de clima tropical  que vive hasta los 8 m de profundidad.

## Distribución geográfica
Se encuentra en las islas del Índico occidental y central.